# Skogn Station
Skogn Station (Skogn stasjon) er en jernbanestation på Nordlandsbanen, der ligger ved bygden Skogn i Levanger kommune i Norge. Stationen består af to spor, to perroner og en stationsbygning med ventesal. Der er et sidespor for godstrafik til Norske Skog på Fiborgtangen.
Stationen åbnede 29. oktober 1902, da banen blev forlænget fra Stjørdal til Levanger. Stationen blev fjernstyret 9. januar 1977 og gjort ubemandet 7. juni 1998.
Stationsbygningen blev opført i 1902 efter tegninger af Paul Due og er udført med en stueetage i sten og førstesal i træ. Stueetagen rummede oprindeligt billetkontor og ventesal med et særligt rum for damer, mens der var tjenestebolig for stationsforstanderen på første sal. Stationsbygningen blev fredet sammen med ilgodshuset og pakhuset i 2002. Årsagen var at man ønskede at bevare et arkitektonisk, bygningshistorisk og jernbanehistorisk værdifuldt anlæg fra banens åbning.
I oktober 2023 åbnede Togrejse.dk som er Generalagentur i for Deutsche Bahn, ÖBB, SNCF, SNCB, og DSB i Skandinavien billetsalg og repræsentation. Her findes europas nordligste betjente billetsalg.